# سانت كيتس

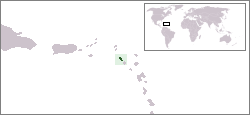

سانت كيتس وتعرف بجزيرة سان كريستوفر، هي جزيرة تقع في ويست إنديز. الحدود الغربية للجزيرة مطلة على البحر الكاريبي أما حدودها الشرقية فتطل على المحيط الأطلسي. هذه الجزيرة وجارتها جزيرة نيفيس تشكلان دولة واحدة تسمى سانت كيتس ونيفيس. سانت كيتس هي واحدة من جزر جزر ليوارد في جزر الأنتيل الصغرى. يقطن الجزيرة حوالي 45,000 نسمة غالبيتهم من أصول أفريقية. اللغة الرسمية في الجزيرة هي الإنجليزية. العاصمة لكلتا الجزيرتين المشكلتان للإتحاد هي مدينة باستير والتي تعتبر الميناء الرئيسي كذلك. حيث لدى الميناء القدرة على إستقبال السفن السياحية هناك. سانت كيتس تقع على بعد 10 كم ( 6.2 ميل) عن سينت أوستاتيوس إلى الشمال وعلى بعد 3 كم ( 1.9 ميل) من نيفيس في الجنوب.

## أعلام
- تريستان بنجامين
- بيرتل فوكس
- واين لورانس
- كيم كولينز
- بات توماس
- بيتر مينويت